# Witchboard (película de 2024)
Witchboard es una película estadounidense de terror sobrenatural dirigida por Chuck Russell y coescrita por Russell y Greg McKay. Es una nueva versión de la película de 1986 del mismo nombre y está protagonizada por Jamie Campbell Bower, Madison Iseman, Aaron Dominguez, Antonia Desplat y Charlie Tahan.

## Sinopsis
Emily, su prometido Christian y su grupo de amigos han abierto un nuevo café orgánico en el Barrio Francés de Nueva Orleans renovando una antigua cochera. Sin embargo, las cosas toman un giro oscuro cuando Emily encuentra un antiguo tablero de péndulo que alguna vez se usó para convocar espíritus. Preocupado por el bienestar de Emily, Christian busca la ayuda de un experto en ocultismo llamado Alexander Babtiste, quien tiene conocimiento de las líneas de sangre que los conectan con el tablero. A medida que se desarrollan los acontecimientos, un aquelarre moderno de Brujas Blancas, un baile de máscaras en la mansión de Babtiste y el legado de Naga Soth, la Reina de las Brujas, se convierten en parte de un peligroso juego que pone en peligro el alma de Emily.

## Reparto
- Jamie Campbell Bower como Alexander Babtiaste[3]
- Madison Iseman como Emily[4]
- Aarón Domínguez como Christian[4]
- Antonia Desplat[4]
- Charlie Tahan[4]

## Producción
En 2017, Chuck Russell y Greg McKay se unieron para escribir un guion para la nueva versión de la película de 1986 Witchboard. En mayo de 2019 se informó que Russell dirigiría la película y sería producida por Grimmfest, en asociación con Minds Eye Entertainment, Falconer Pictures y M2 Media Post.
En marzo de 2023, la preproducción se reinició y A-Nation Media reemplazó los estudios de producción anteriores. La fotografía principal tuvo lugar en Montreal y Nueva Orleans de abril a junio de 2023. Algunas escenas se rodaron en Sainte-Anne-de-Bellevue en Morgan Arboretum a finales de mayo. La producción obtuvo un acuerdo provisional que permite a los actores continuar trabajando en la película durante la Huelga SAG-AFTRA 2023.

## Estreno
Witchboard está programado para ser estrenado por Gala Films en 2025.